# Teste de Chauvenet

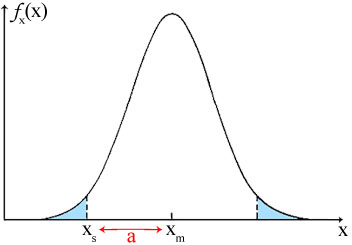
Gaussiana de Chauvenet

O teste de Chauvenet (ou critério de Chauvenet) permite determinar se um valor amostral (resultante de uma medida) é discrepante (ou, no termo em inglês, outlier) em relação aos demais valores restantes da amostra, supondo-se que esta amostra é retirada de uma distribuição normal.
Havendo {\displaystyle n} medidas : {\displaystyle x_{1}}, {\displaystyle x_{2}} {\displaystyle \ldots } {\displaystyle x_{n}}
e tendo,
- como valor médio : {\displaystyle {\bar {x}}}
- como desvio-padrão : {\displaystyle \sigma _{x}}
- e como valor "suspeito" : {\displaystyle x_{s}},

a probabilidade de existir um valor que se afaste de mais do que {\displaystyle \vert x_{s}-{\bar {x}}\vert } em relação à média é:
{\displaystyle P(\vert X-{\bar {x}}\vert \geq \vert x_{s}-{\bar {x}}\vert )}
Com base numa lei de distribuição (distribuição normal), obtém-se o número de medida:
{\displaystyle n_{A}=n\cdot P(\vert X-{\bar {x}}\vert \geq \vert x_{s}-{\bar {x}}\vert )}
Se este número for inferior a 0,5, pode-se considerar {\displaystyle x_{s}} como valor aberrante (e eliminá-lo).
É necessário garantir que a aplicação deste teste não elimina demasiados valores da amostra.
Exemplo: lendo os valores 9, 10, 10, 10, 11, e 50, a média amostral é 16,7 e o desvio padrão 16,34.
50 difere de 16,7 em 33,3, o que é pouco mais que a média mais dois desvios padrão. A probabilidade de extrair valores nesta região (mais que média mais duas vezes o desvio padrão) consulta-se numa tabela, e é cerca de 0,05.
Com seis valores medidos, a estatística dá 6 × 0,05 = 0,3. Como 0,3 < 0,5, de acordo com o teste de Chauvenet, o valor de 50 deverá ser removido (passando a nova média amostra a ser de 10, e o desvio padrão de 0,7).

## Aplicação prática em planilhas eletrônicas
O exemplo acima pode ser reproduzido em uma planilha eletrônica Excel da seguinte maneira:
|                          | Valor da Amostra (x) | z-score (z)   | Distribuição normal padrão (N) | índice |
| ------------------------ | -------------------- | ------------- | ------------------------------ | ------ |
| Fórmula                  |                      | = (x - μ) / σ | = DIST.NORMP.N(z;FALSO)        | = N*n  |
|                          | 9                    | -0,4691       | 0,3574                         | 2,1442 |
|                          | 10                   | -0,4079       | 0,3671                         | 2,2025 |
|                          | 10                   | -0,4079       | 0,3671                         | 2,2025 |
|                          | 10                   | -0,4079       | 0,3671                         | 2,2025 |
|                          | 11                   | -0,3468       | 0,3757                         | 2,2540 |
|                          | 50                   | 2,0397        | 0,0498                         | 0,2990 |
|                          |                      |               |                                |        |
| Nº de Amostras (n)       | 6                    |               |                                |        |
| Média (μ)                | 16,667               |               |                                |        |
| Desvio Padrão* (σ)       | 16,342               |               |                                |        |
| Média Final (μf)         | 10,000               |               |                                |        |
| Desvio Padrão Final (σf) | 0,707                |               |                                |        |

* No exemplo citado, o cálculo de desvio padrão foi amostral (função DESVPAD.A). Por se tratar de um cálculo feito a partir de todas os valores disponíveis (o número de amostras é igual ao número da população), deveria ter sido aplicada a função DESVPAD.P, que retornaria 14,918 em vez de 16,342. O resultado continuaria excluindo o valor 50.